# Gullringshus

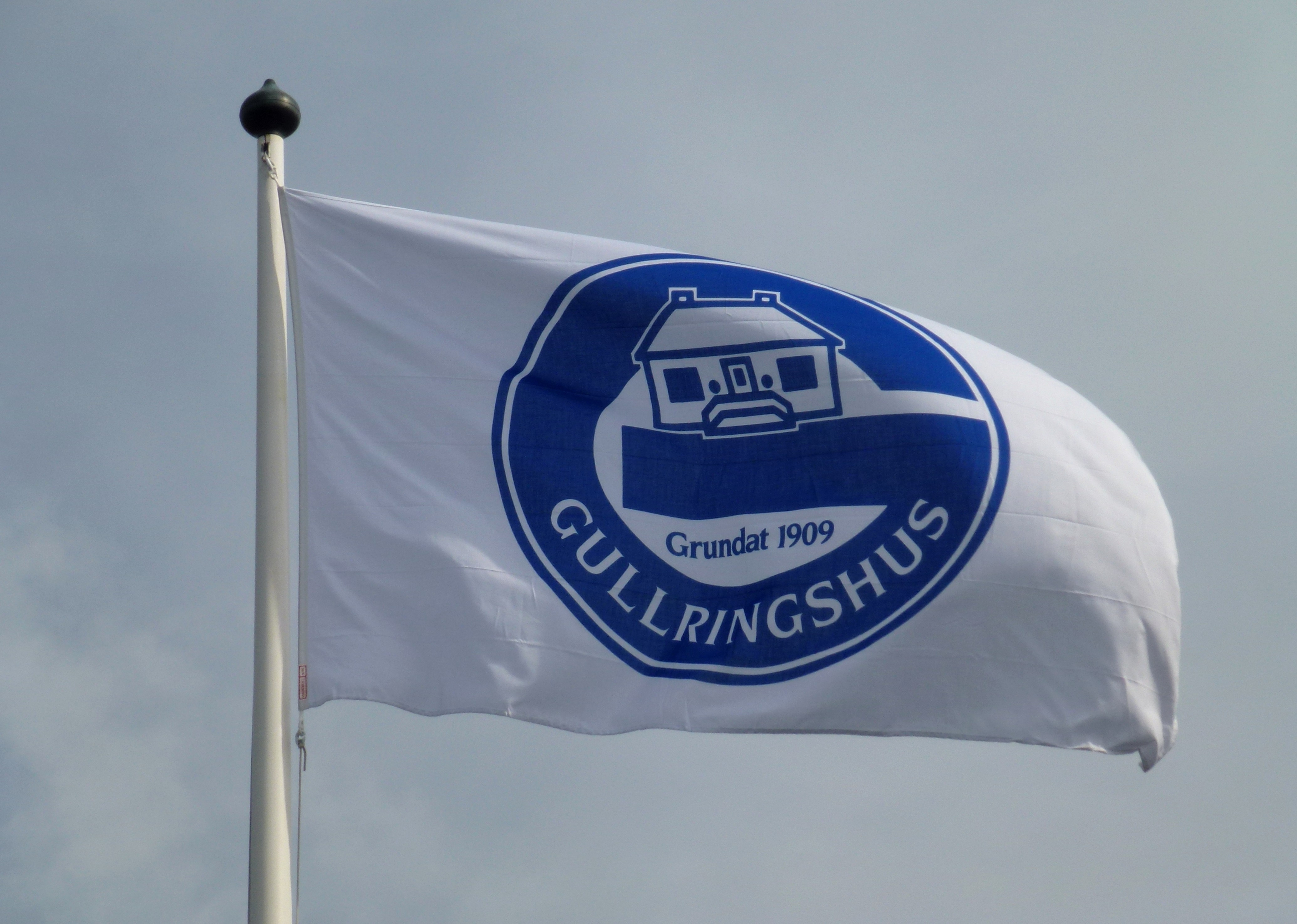
Gullringshus flagga, 2012.

Gullringshus var ett företag i Gullringen som huvudsakligen tillverkade prefabricerade trähus. Gullringshus grundades 1909 och produktionen lades ner i början av 1990-talet. Numera (2010) har företaget ingen produktion kvar utan förvaltar sina lokaler och bedriver handel med värdepapper och fastigheter.

## Gullringshus historia

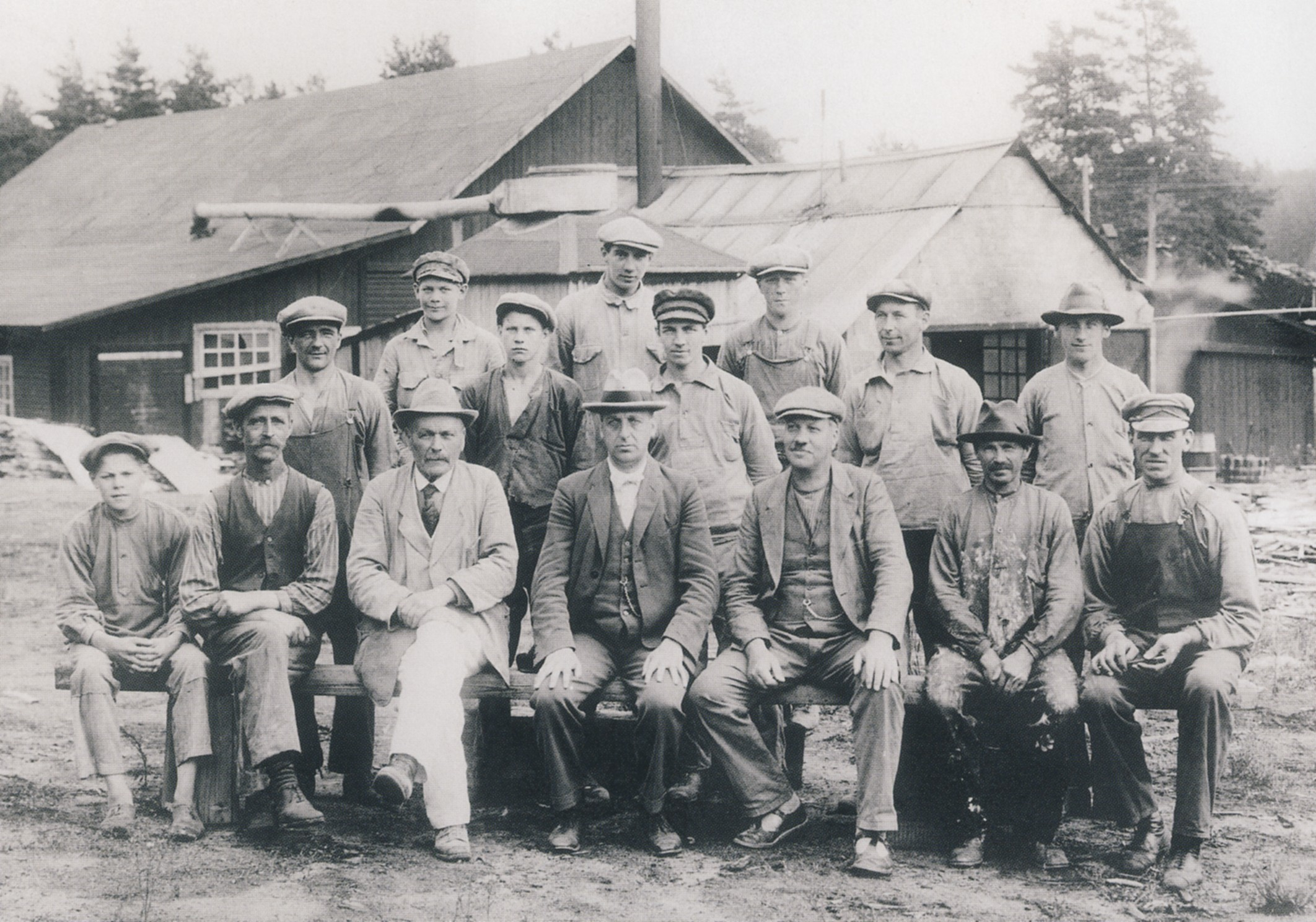
Ansgarius Svensson (i mitten) och medarbetare på 1920-talet.

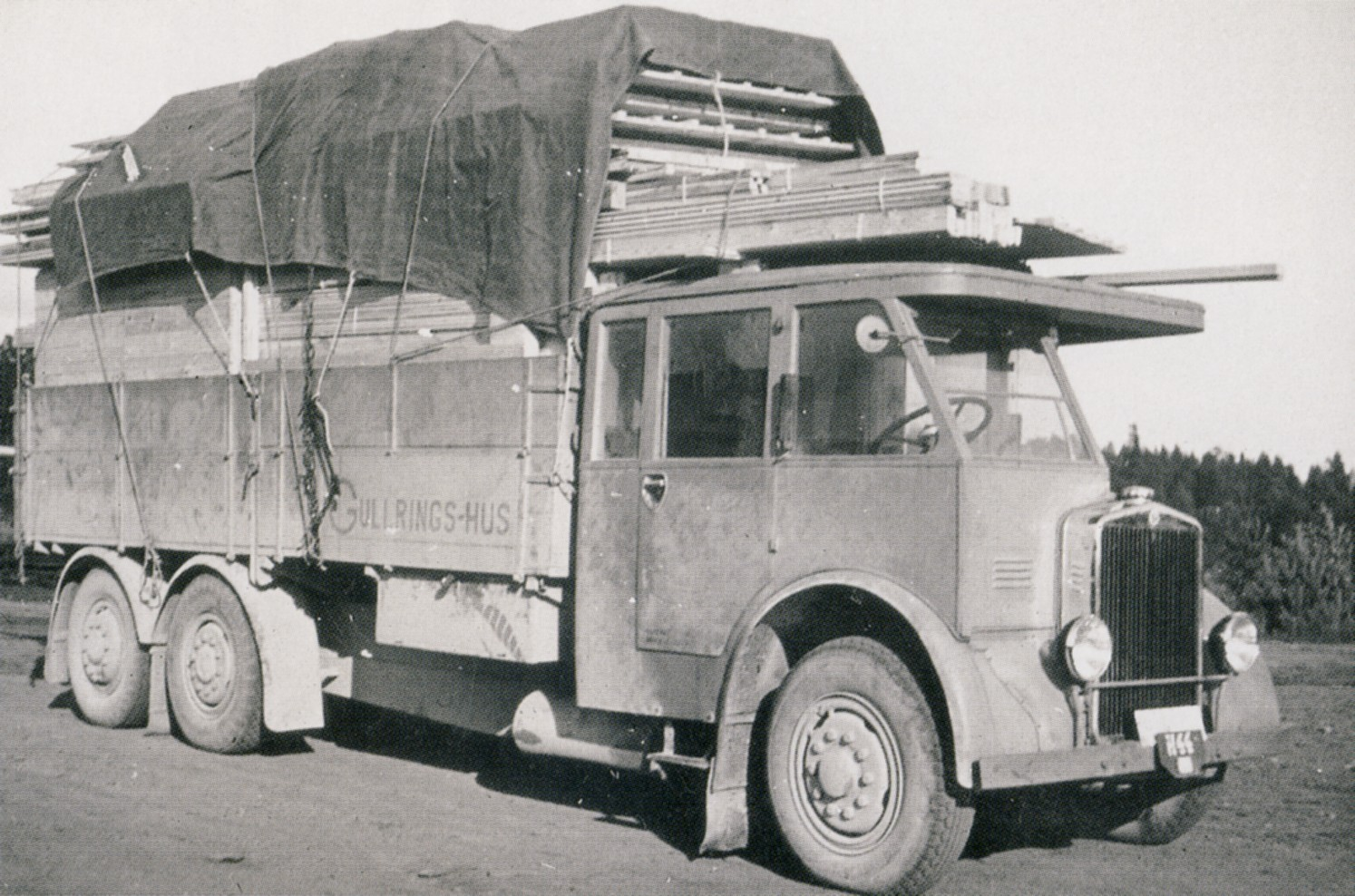
Företagets första lastbil på 1930-talet

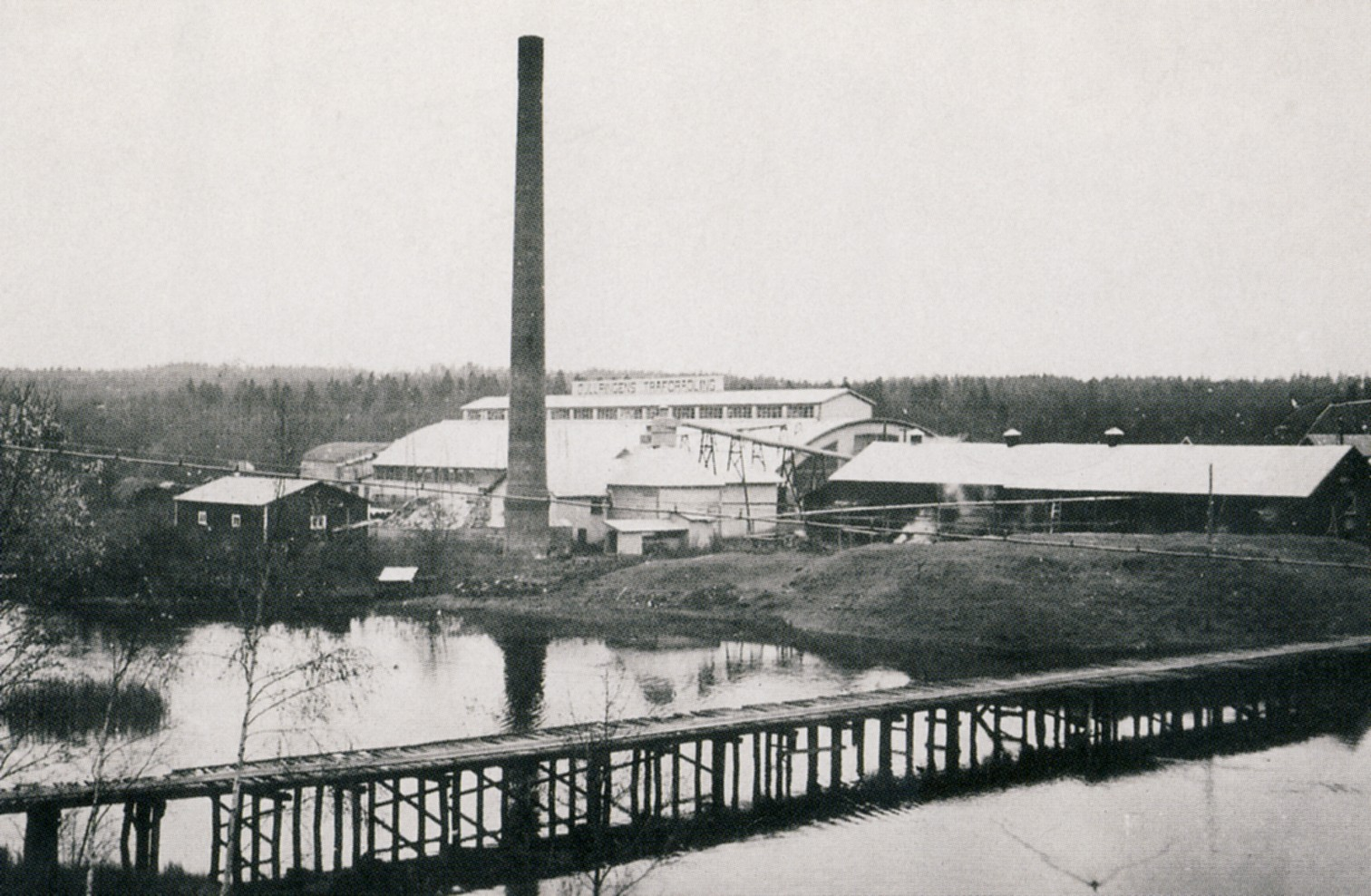
Fabriken på 1930-talet

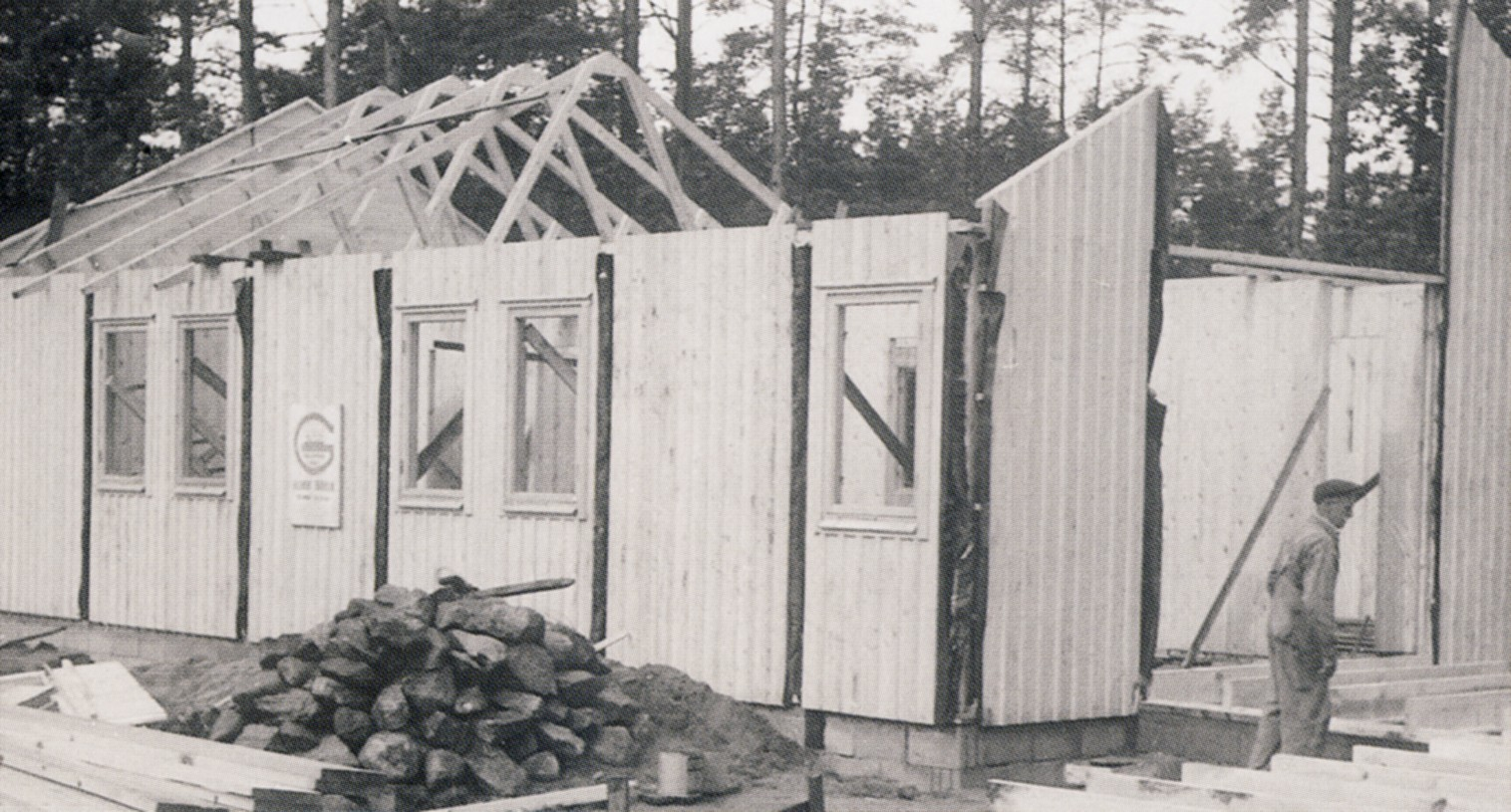
Ett Gullringshus under montage, 1950-tal.

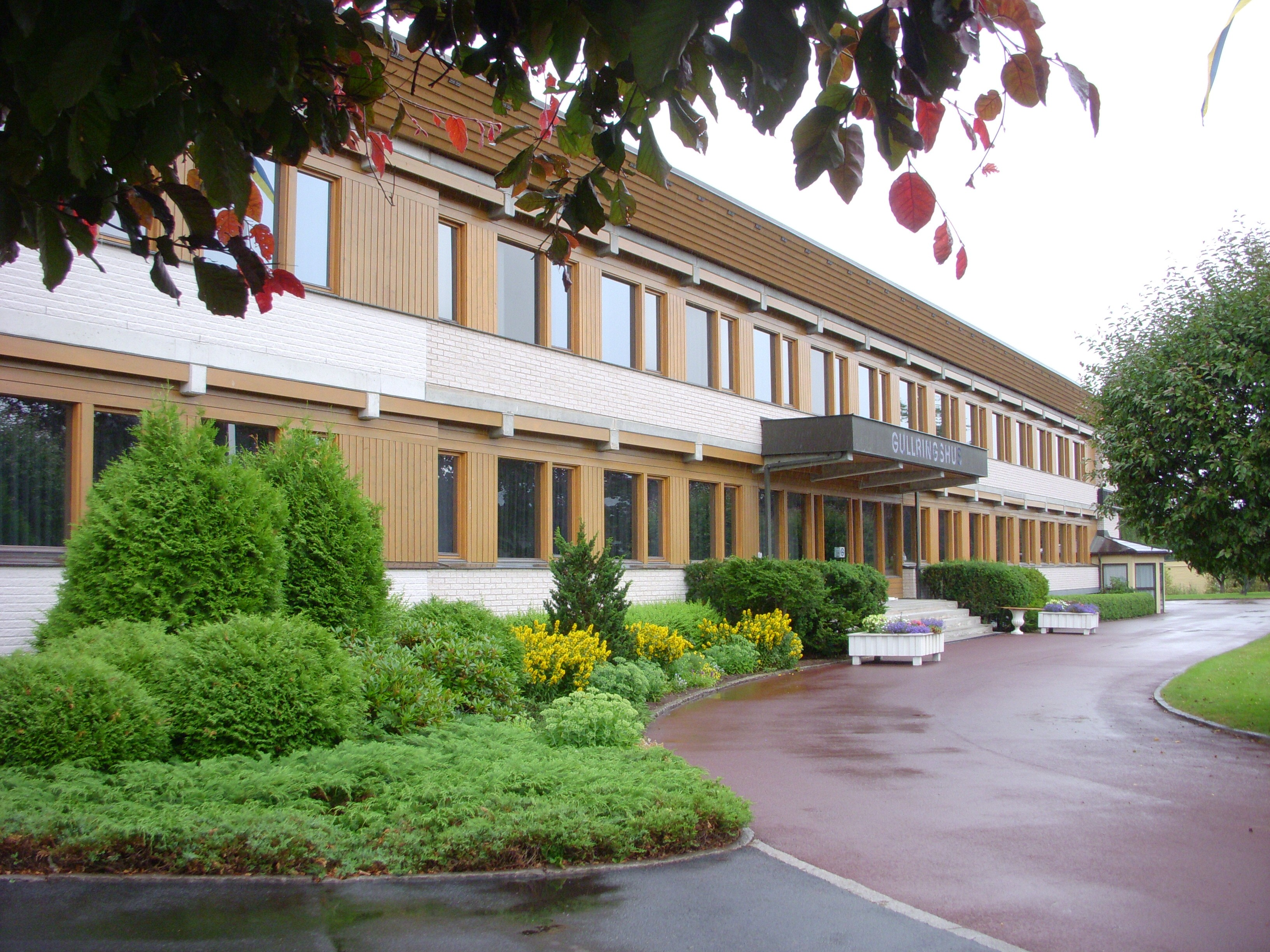
Företagets före detta kontorshus i juli 2010 (numera rivet).

Gullringshus historia börjar 1909, då Ansgarius Svensson startade en sågverks- och trävaruindustri i Järnforsen, några mil sydväst om Gullringen. 1929, tjugo år efter starten, köpte man dåvarande sågverk och lådfabrik i Gullringen. Gullringens Träförädling bildades, som började med hustillverkning. 1933 brann lådfabriken ned till grunden och man uppförde en ny fabriksbyggnad. Sverige höll på att lämna bondesamhället, vilket gav bra tider för småhusindustrin, och bättre bostäder byggdes. Från 1929-1933 levererade man 2 775 bostadshus och därutöver ett antal på export, bland annat till dåvarande Brittiska Palestinamandatet.
År 1943 avled företagets grundare Ansgarius Svensson 53 år gammal. Företaget drevs vidare av familjen, som då även ägde Alsterfors Glasbruk, Älö Tegelbruk och halva Storebro Bruk. Redan 1945 tog bröderna Bengt och Stig Ansgarius-Svensson över ledningen och 1953 även ägandet.
Under andra världskriget minskade efterfrågan på småhus avsevärt, men Gullringshus höll en förhållandevis hög produktion och man tillverkade många baracker och nödbostäder till krigshärjade ute i Europa. Man levererade 2 400 hus åren 1940-1949, exklusive nödbostäderna och barackerna. Det tillverkades även träleksaker vid fabriken på 1940- och 1950-talen.

### 1950-talet
På 1950-talet sköt småhusproduktionen fart och den ökade stadigt från år till år. För att klara av råvarubehovet köpte man Björksfors och Fårbo Sågverks AB och Forsnäs Sågverks AB.
För att kunna producera hus för norra Sverige köpte man Byske trämassefabrik och bildade Byske Träförädling.
Under åren 1950-1959 levererades 2 750 bostadshus och 675 sportstugor. Sportstugetillverkningen lades ner under detta decennium. Gullringshus hade även omfattande export till Israel och England.

### 1960-talet
1960-talet präglades av teknisk utveckling och stora försäljningsökningar. 1961 upplöste bröderna sitt gemensamma ägande och Bengt blev ägare till Gullringshus AB och Byske Träförädling AB. Stig blev ägare till sågverken. Gullringshus revolutionerade husbranschen 1966, med ett helt nytt sätt att bygga småhus. Systemet kallades storblockssystemet. Principen var att huset i stort sett byggdes i fabriken och sedan monterades på plats. Husen levererades med lastbilar och sattes upp samma dag. Ett hus bestod av runt 6-8 block.
År 1968 orsakade ett blixtnedslag en förödande brand, men nya anläggningar byggdes omedelbart och produktionen kunde fortsätta. Man gjorde stora investeringar bland annat i en ny kontorsbyggnad, en plastindustri och en helikopter. Man byggde också för personalens trivsel bland annat simhall och tennisbanor. 1960-1969 levererade man 10 060 hus. 1962 hade Gullringhus 282 anställda.

### 1970-talet
Under 1970-talet var det bostadsbrist i Sverige men i Gullringen och Byske var man rustade för en stor efterfrågan. Som svar på bostadsbristen lanserade Gullringshus Lyan. Man fick ett eget hus på 2-5 rum till motsvarande lägenhetskostnad. Lyan blev en stor succé. 1975 avgick Bengt Ansgarius-Svensson och efterträddes av hans son, Krister Ansgarius. Under åren 1970-1979 levererades, förutom exporter till Västtyskland, Spanien och Japan, 12 750 hus. 1977 hade Gullringshus 454 anställda.

### 1980-talet
1980-talet inleddes med en lågkonjunktur och många kända husföretag lades ner eller slogs samman. Gullringshus lyckades dock hålla god försäljningssiffror genom hela depressionen. Så, i slutet av decenniet, sköt husförsäljningen fart och Gullringshus slog nya försäljningsrekord. Då kom även ett genombrott på exportmarknaderna i Norge och Finland. Under 1980-1989 levererades 12 930 hus. 1987 hade man 465 anställda och ett år senare 550 anställda.

### 1990-talet
På 1990-talet kom Sverige åter in i en lågkonjunktur som drabbade husindustrin hårt. Detta resulterade i att Gullringhus varslade alla sin anställda om uppsägning. Industrin lades ner och produktionen lades i malpåse för att eventuellt längre fram startas upp igen. Beskedet kom som en chock för kommunen och inte minst för Gullringens samhälle, då 70% av arbetarna i Gullringen jobbade inom Gullringshus och företaget var en av Sveriges tre största husleverantörer. Räddningen för många, som inte flyttade från samhället, blev Ljunghäll AB i Södra Vi. Nedläggningen ledde till 28% arbetslöshet i träfacket.

### I dag
Gullringshus AB finns kvar i dag (2010) men har ingen produktion utan förvaltar de lokalerna och bedriver handel med värdepapper och fastigheter. Större delen av fabriksområdet i Gullringen har sålts till ett företag som tillverkar lysrör och till företaget Skanska Byggsystem AB som är en del av Skanska. I Gullringshus tidigare produktionslokaler bygger Skanska Byggsystem sedan början av 2000-talet de lägenheter som i samarbete med Ikea lanseras under varumärket BoKlok.